# Corythucha
Corythucha is een geslacht van wantsen uit de familie netwantsen (Tingidae). Het geslacht werd voor het eerst wetenschappelijk beschreven door Carl Stål in 1873 .

## Soorten
Het genus bevat de volgende soorten:

- Corythucha abdita Drake, 1948
- Corythucha acculta Drake & Poor, 1942
- Corythucha aesculi Osborn & Drake, 1916
- Corythucha agalma Drake & Cobben, 1960
- Corythucha arcuata (Say, 1832)
- Corythucha argentinensis Monte, 1940
- Corythucha associata Osborn & Drake, 1916
- Corythucha baccharidis Drake, 1922
- Corythucha bellula Gibson, 1918
- Corythucha boliviana Monte, 1946
- Corythucha bonaerensis Montemayor, 2009
- Corythucha brunnea Gibson, 1918
- Corythucha bulbosa Osborn & Drake, 1916
- Corythucha caelata Uhler, 1894
- Corythucha caryae Bailey, 1951
- Corythucha celtidis Osborn & Drake, 1916
- Corythucha cerasi Drake, 1948
- Corythucha championi Drake & Cobben, 1960
- Corythucha ciliata (Say, 1832)
- Corythucha clara Drake & Hambleton, 1938
- Corythucha confraterna Gibson, 1918
- Corythucha coryli Osborn & Drake, 1917
- Corythucha cydoniae (Fitch, 1861)
- Corythucha decepta Drake, 1932
- Corythucha distincta Osborn & Drake, 1916
- Corythucha elegans Drake, 1918
- Corythucha eriodictyonae Osborn & Drake, 1917
- Corythucha floridana Heidemann, 1909
- Corythucha fuscigera (Stål, 1862)
- Corythucha fuscomoculata (Stål, 1858)
- Corythucha globigera Breddin, 1901
- Corythucha gossypii (Fabricius, 1794)
- Corythucha heidemanni Drake, 1918
- Corythucha hewitti Drake, 1919
- Corythucha hispida Uhler, 1894
- Corythucha immaculata Osborn & Drake, 1916
- Corythucha incurvata Uhler, 1894
- Corythucha juglandis (Fitch, 1857)
- Corythucha lowryi Drake, 1948
- Corythucha marmorata (Uhler, 1878)
- Corythucha mcelfreshi Drake, 1921
- Corythucha melissae Froeschner and Torres Miller, 2002
- Corythucha mollicula Osborn & Drake, 1916
- Corythucha montivaga Drake, 1919
- Corythucha morrilli Osborn & Drake, 1917
- Corythucha nicholi Drake, 1928
- Corythucha nobilis Drake & Bondar, 1932
- Corythucha nocens Drake & Hambleton, 1942
- Corythucha nocentis Drake & Hambleton, 1942
- Corythucha obliqua Osborn & Drake, 1916
- Corythucha omani Drake, 1941
- Corythucha padi Drake, 1917
- Corythucha pallida Osborn & Drake, 1916
- Corythucha pallipes Parshley, 1918
- Corythucha palmatis Drake, 1929
- Corythucha pellucida Drake & Hambleton, 1938
- Corythucha pergandei Heidemann, 1906
- Corythucha pruni Osborn & Drake, 1916
- Corythucha rolstoni Ajmat, 1991
- Corythucha sagillata Drake, 1932
- Corythucha salicata Gibson, 1918
- Corythucha scitula Drake, 1948
- Corythucha seguyi Drake, 1921
- Corythucha serta Drake & Hambleton, 1945
- Corythucha setosa Champion, 1897
- Corythucha socia Monte, 1940
- Corythucha sphaeraceae Drake, 1920
- Corythucha sphaeralceae Drake, 1920
- Corythucha spinosa (Dugès, 1889)
- Corythucha tapiensis Ajmat, 1991
- Corythucha translucida Monte, 1946
- Corythucha tuthilli Drake, 1940
- Corythucha ulmi Drake, 1916
- Corythucha unifasciata Champion, 1897